# Renault en Fórmula 1
La automotriz Renault ha participado en varias ocasiones en la Fórmula 1. Su primer equipo nació en 1977 y se disolvió en 1985. Equipe Renault Elf fue como se llamó en ese primer periodo, y regresó con el tradicional nombre de Renault F1 Team a partir de 2002, tras adquirir a Benetton Formula, que a su vez había comprado el equipo Toleman en 1986. Dicho periodo fue el más exitoso, ya que Renault consiguió tanto el Campeonato de Constructores como el Campeonato de Pilotos (con Fernando Alonso junto a Giancarlo Fisichella) en 2005 y 2006. Por otro lado, no participó como equipo entre 1986-2001 y 2012-2015,  pero sí suministró motores a otros constructores, logrando varios campeonatos. Ha competido siempre como equipo francés, salvo en 2011, cuando lo hizo bajo bandera británica.
En 2010 Renault vendió el 75% del equipo a Genii Capital, haciendo que en 2011 participase con el nombre comercial de Lotus Renault GP, y anunciando la creación de Renault Sport F1 para el suministro de motores y tecnología el cual seguía controlando el 25% de la escudería. En 2012 Genii Capital solicitó el cambio de nombre del equipo en la lista de inscritos, luego de que Proton (propietaria de la marca Lotus Cars) tomara en 2012 el control del equipo, renombrándolo a Lotus F1 Team. En 2016, Renault volvería a tener escudería propia con el nombre de Renault Sport Formula One Team. Desde la temporada 2021, el equipo compite bajo la denominación de Alpine F1 Team, y con Renault suministrando motores únicamente a este equipo hasta el final de la temporada 2025, donde la marca abandonará la categoría.

## Historia

### Inicios
Su participación en competiciones se remonta a la primera década del siglo XX. En 1906, Renault logra su primera victoria en el GP de Francia. Después de este corto período, Renault se aleja de la competición por 70 años, volviendo a finales de los años 1970 y manteniéndose desde entonces como equipo o proveedor de motores.

### Años 1970 y 1980: introducción de los motores turbo

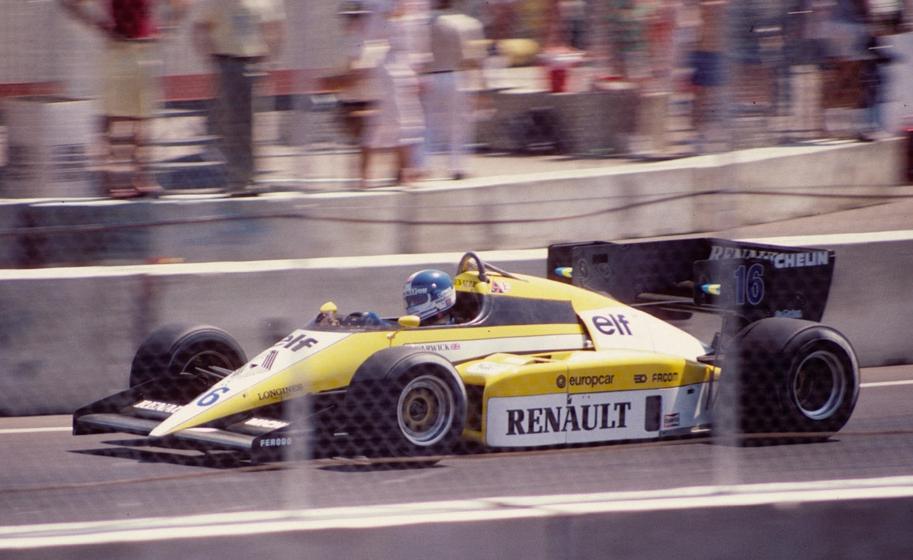
Derek Warwick pilotando el Renault RE50 en el año 1984 en Dallas.

Renault inició sus participaciones en Fórmula 1 en las últimas cinco carreras de 1977 con Jean-Pierre Jabouille como único piloto. El Renault RS01 es recordado por su motor turbo de 1,5 l, que fue el primer motor turbo en la historia de F1. El vehículo de Jabouille resultó muy inestable y fue tomado como poco serio durante sus primeras carreras, recibiendo el apodo de  la tetera amarilla. Ese año no logró terminar ninguna carrera.
El año siguiente se inició de forma similar, con cuatro retiradas consecutivas por fallos de motor, pero hacia el final del año, el equipo empezó a obtener resultados, con dos terceros puestos en calificación. La primera carrera completada fue el Gran Premio de los Estados Unidos de 1978 obteniendo el equipo un cuarto lugar y sus primeros puntos en Fórmula 1.
Con la entrada de un segundo piloto, René Arnoux, en 1979, el equipo siguió sin brillar. Jabouille obtuvo el primer lugar en calificaciones para el Gran Premio de Sudáfrica de 1979. Su primera victoria la obtuvo Jabouille en el Gran Premio de Francia de 1979. Esa fue la primera carrera ganada por un motor turbo. A partir de ahí, los resultados empezaron a llegar, sobre todo con el piloto Arnoux. A partir de los años 1980, Renault corría algunas carreras con 3 coches, 2 oficiales y uno privado o de reserva, siendo este de menor potencia o más difícil de conducir. En 1981, Alain Prost sucedió a Jabouille y la combinación Arnoux-Prost-Renault comenzó a obtener resultados. En 1982, el equipo ganó 4 carreras, 2 de ellas por Prost. A partir de 1984, el equipo ya no logró los resultados anteriores y en 1986 se dedicó únicamente a suministrar motores.

### Primer retorno

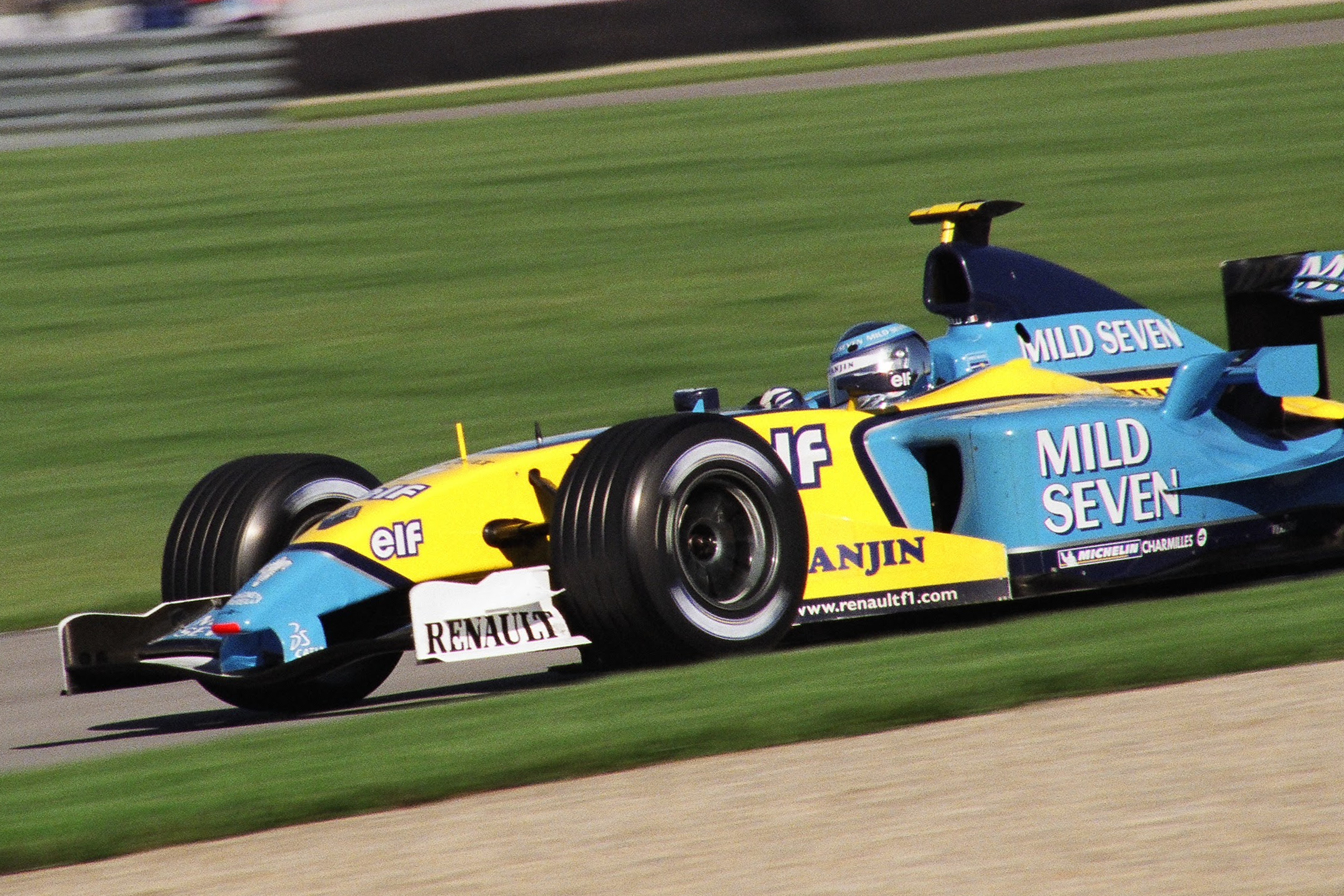
Jarno Trulli pilotando el Renault R23 en el año.

Renault regresó a Fórmula 1 en 2002 adquiriendo el equipo Benetton, cuya presidencia ocupó desde entonces Patrick Faure hasta 2006 siendo reemplazado por Alain Dassas, con Flavio Briatore como director y Bob Bell como director técnico.
Los pilotos para la temporada 2002 fueron el británico Jenson Button y el italiano Jarno Trulli, que terminaron en el séptimo y octavo puesto respectivamente al finalizar la temporada, conduciendo el vehículo R202. En la temporada siguiente, Button es sustituido por el joven español Fernando Alonso, quien consiguió la primera pole, el primer podio y la primera victoria para el equipo en esta nueva etapa, siendo además el piloto más joven en lograrlo. Alonso compartiría garaje esa temporada y la siguiente con Trulli, pero este último fue reemplazado a finales de temporada por Jacques Villeneuve porque los directivos de Renault consideraron que el desempeño de Trulli era bajo. Para los próximos años, Giancarlo Fisichella sería el compañero de Alonso.

#### 2005 y 2006: bicampeones

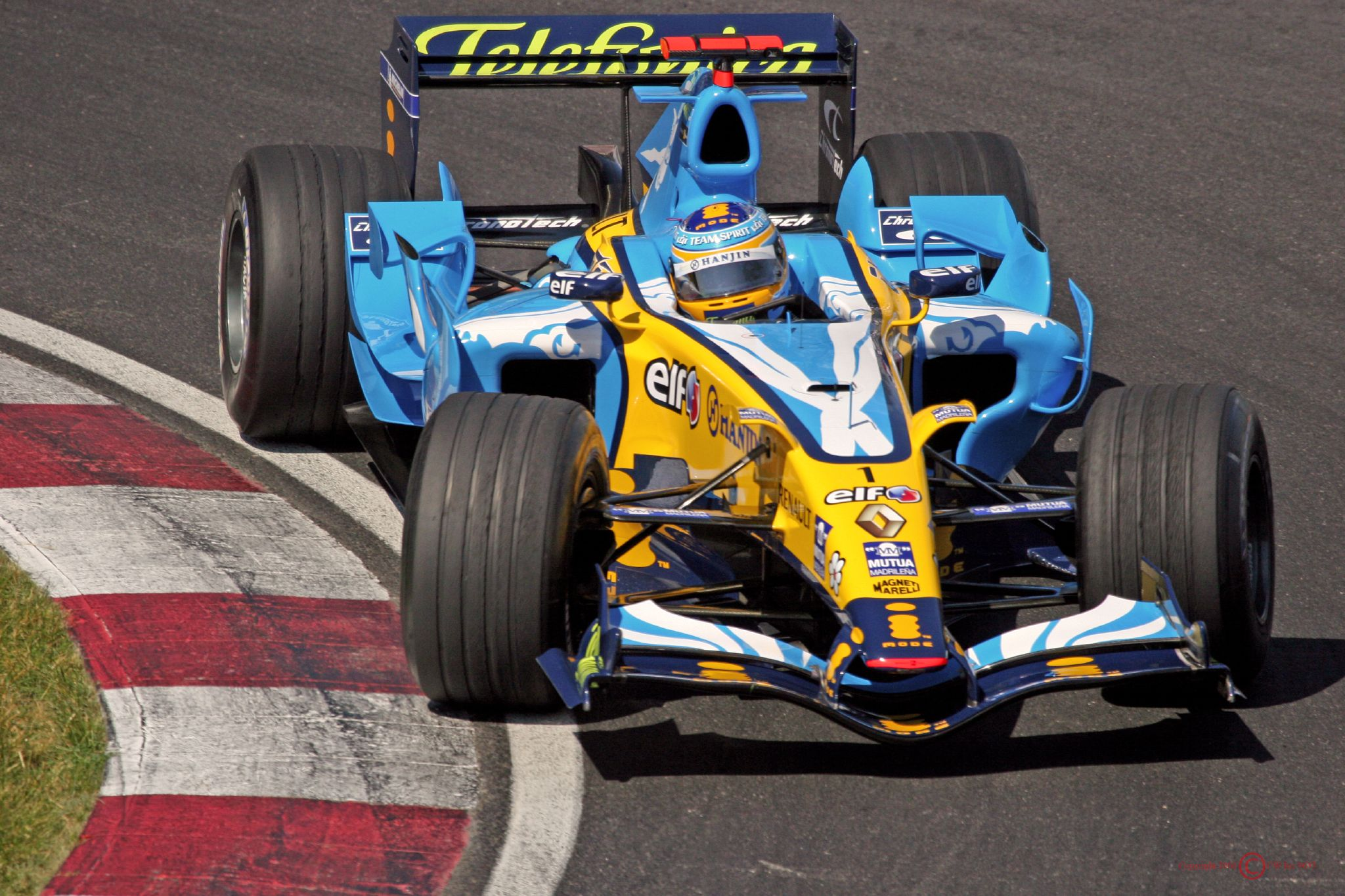
Fernando Alonso al volante del Renault R26 en, año en que el español fue bicampeón del mundo de pilotos y Renault de equipos.

La presencia de Flavio Briatore, Bob Bell y Fernando Alonso quizás haya significado la época dorada de Renault F1, en la que ha conseguido mejores resultados, incluyendo dos campeonatos del mundo por equipos (2005 y 2006) y dos campeonatos de pilotos (2005 y 2006), ambos con Fernando Alonso el cual logró siete victorias en cada una de las temporadas en las que fue campeón, siendo Giancarlo Fisichella el segundo piloto. Los coches R25 y R26 alcanzaron la notable cifra de 191 y 206 puntos en sus respectivas temporadas, revelándose como unos monoplazas constantes y fiables. La gran tracción del monoplaza y su robustez hicieron posible el éxito. Los rivales de la escudería francesa fueron los dos equipos más laureados de la historia de la Fórmula 1, primero McLaren en 2005 (que acabaron siendo más rápidos, pero sufrieron muchas averías) y Ferrari en 2006 (también recuperaron terreno a medida que avanzaba la temporada y obligaron a Renault a darlo todo hasta el final para revalidar los títulos). En 2005 un gran nivel de Kimi Räikkönen puso contra las cuerdas a Fernando Alonso pero los problemas de fiabilidad de su coche y el gran deterioro de los neumáticos del McLaren hicieron que la escudería francesa ganara el campeonato de pilotos. Renault dio la sorpresa y se proclamó campeón dos años consecutivos a pesar de que no partía entre los favoritos, sobre todo en 2005.

#### 2007: declive
En la temporada 2007, la escudería sufre un descenso de su rendimiento, coincidiendo con la transición de neumáticos Michelin a Bridgestone, la marcha de Fernando Alonso a McLaren (quien fue sustituido por Heikki Kovalainen) y la pérdida del principal patrocinador, la tabacalera Mild Seven. La caída en el rendimiento del R27 hizo que la escudería francesa no consiguiera ninguna victoria en el 2007 (cuando siempre había ganado por lo menos un Gran Premio desde 2003), siendo la cuarta escudería en puntos (tercera, tras la descalificación de McLaren-Mercedes) pero muy lejos de las punteras. Los pobres resultados llevaron a la escudería a abandonar el desarrollo para 2007 y a concentrar sus esfuerzos en 2008.
La escudería McLaren denunció a Renault por un caso de espionaje, al haber llevado Phil Mackereth, antiguo ingeniero de la escudería británica, información del equipo McLaren a Renault. Sin embargo, la FIA no sancionó a la escudería francesa, al no encontrar pruebas de que la información de la escudería anglogermánica se hubiera usado en los coches de Renault.

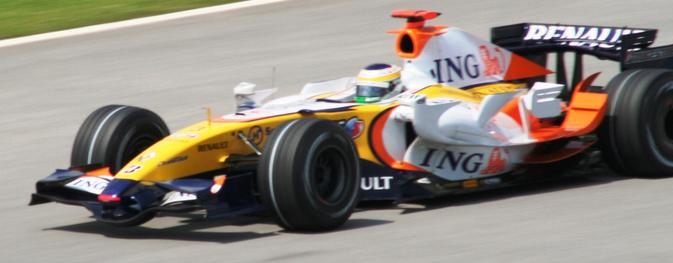
Giancarlo Fisichella pilotando el R27 durante el Gran Premio de Malasia de 2007.

El 10 de diciembre de 2007 se hizo público que Fernando Alonso regresaba a la escudería francesa tras la rescisión de su contrato con McLaren. Nelson Piquet Jr. sería el segundo piloto de Renault en la temporada 2008. Se esperaba una gran mejora de rendimiento que permita luchar a la escudería francesa por podios y victorias después de acabar 3.º la temporada 2007 sin conocer la victoria en un solo GP y con tan solo un podio logrado por Heikki Kovalainen en el Gran Premio de Japón. Para ello contaron con el bicampeón del mundo Fernando Alonso, que logró los mayores éxitos de la marca y a la joven promesa Nelson Piquet, Jr., hijo del tricampeón del mundo Nelson Piquet.

#### 2008: resurrección final

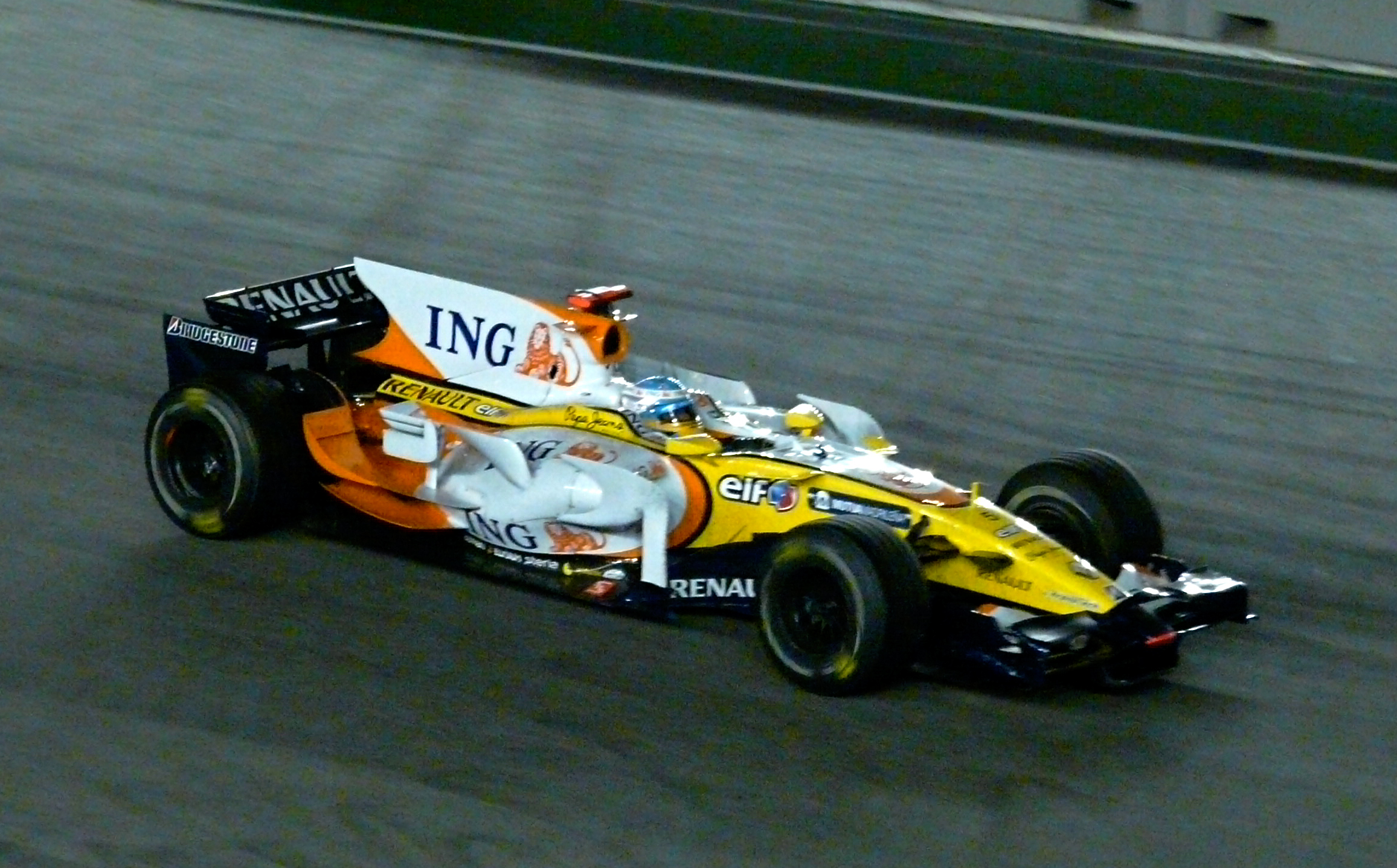
Fernando Alonso logró una polémica victoria en el Gran Premio de Singapur, después de casi dos años del último triunfo de Renault.

Renault comenzó la temporada mal en clasificación, con Alonso 11.º y Nelson Piquet, Jr. 21.º, aunque en carrera Alonso queda 4.º, con abandono de Nelsinho Piquet. Alonso acabó cuarto gracias a que fue el cuarto GP que menos coches acabaron y a que Heikki Kovalainen apretó el limitador de velocidad (que se usa para no sobrepasar los 90 km/h en el carril de boxes) en la recta de meta en la última vuelta. En la siguiente carrera, el Gran Premio de Malasia, mejoraron en clasificación colocando a Alonso 7.º y a Piquet 13.º. En carrera las cosas no les salieron tan bien y solo lograron un punto gracias al 8.º puesto de Alonso, mientras Piquet finalizó en 11.º lugar. En la siguiente prueba, en el circuito de Baréin, el equipo Renault tuvo muchos problemas y no se llevaron ningún punto. No obstante, en el Gran Premio de España, las nuevas mejoras introducidas en el monoplaza hicieron del R28 un coche más competitivo, logrando un impresionante resultado en la clasificación, con Fernando Alonso en 2.º puesto y Piquet en el 10.º. Sin embargo, en la carrera no tuvieron suerte, y ninguno de sus coches pudo finalizar el Gran Premio. Fernando Alonso rompió motor cuando marchaba en 5.º posición con opciones de finalizar en el podio. Pero las mejoras volvieron a ilusionar al equipo, que en Gran Premio de Turquía consiguió colocar a Alonso en 6.º lugar y demostrando que podrían estar arriba el resto de la temporada. Luego, en el Gran Premio de Francia, en el que el equipo Renault corría en casa, lograron una buena clasificación colocando a Fernando Alonso 3.º en parrilla y a Piquet 9.º. Sin embargo, en carrera, algunos problemas con la salida de Fernando Alonso y problemas en el repostaje (a los mecánicos se les quedó enganchada la manguera) hicieron perder a Alonso varias posiciones en carrera, y a 2 vueltas del final el piloto español rodaba 7.º y presionaba al australiano Mark Webber, mientras que Nelson rodaba 8.º. Pero el piloto brasileño adelantó a su compañero de equipo cuando este trataba de doblar a un Force India. Tras este problema con los doblados, Nelsinho finalizaba 7.º, su mejor resultado hasta entonces y con Alonso 8.º a pesar de todos los inconvenientes que tuvo. Así, el equipo Renault colocó a sus dos coches en los puntos por primera vez esta temporada. En el Gran Premio de Alemania, Nelson consiguió el primer podio de la temporada al ser segundo gracias a una estrategia de una sola parada y aprovechar la salida del auto de seguridad; mientras que Fernando Alonso, tras tener una mala carrera y un flojo rendimiento del coche, acabó 11.º tras salir en 5.º lugar. En el Gran Premio de Hungría, Renault alcanza los 1000 puntos en Fórmula 1, 399 de los cuales fueron logrados por Alonso. En el Gran Premio de Singapur, el piloto español le da a Renault una nueva victoria después de casi dos años en blanco, y en el Gran Premio de Japón demuestra que el R28 ha mejorado con otra victoria y Piquet en 4.º lugar. En las dos últimas carreras, Alonso consigue un 4.º puesto y un 2.º, demostrando todo el potencial de un coche que no funcionaba a principios del mundial y que terminó como el tercer mejor monoplaza, ayudando a Renault a cumplir su objetivo de lograr la 4.ª posición en el mundial de constructores. Ambos pilotos fueron renovados para la próxima temporada.

#### 2009: aparición del Crashgate

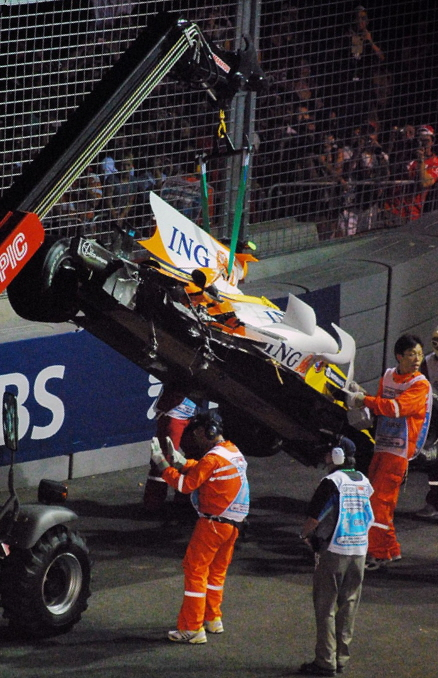
El Renault R28 accidentado de Nelson Piquet, Jr.. El brasileño alegó que recibió orden de provocar un accidente.

Antes de empezar la temporada 2009, las expectativas en la pretemporada por parte de Renault eran altas, ya que confiaban que el importante cambio en el reglamento le permitiría dar un salto adelante. Pero Renault volvió a tener un monoplaza poco competitivo, el Renault R29, con el que acabaría 8.º en la clasificación de constructores con solo 26 puntos. Además, en septiembre, la escudería fue investigada por las acusaciones de Piquet en las que afirma que sufrió presiones por parte del equipo para simular un accidente y de este modo favorecer a su compañero, el español Fernando Alonso, en Singapur 2008. Piquet ya había sido previamente despedido y reemplazado por Romain Grosjean, al no haber sumado ningún punto.
El día 16 de septiembre de 2009, Flavio Briatore y Pat Symonds abandonaron la escudería por las acusaciones de Piquet, sacrificándose para así intentar minimizar los daños que pueda sufrir el equipo Renault. Briatore fue inhabilitado de por vida y Symonds, por 5 años. El equipo recibió una condena de expulsión en suspenso que se hará efectiva si vuelve a infringir las normas deportivas en un período de dos años que concluyó a fines de 2011.
El día 25 de septiembre de 2009, el patrocinador principal del equipo ING y, antes, Mutua Madrileña decidieron rescindir sus contratos de patrocinio por considerar este escándalo un ataque flagrante a su imagen. El equipo no lograría más puntos en el resto del año, después de que Alonso fuera 3.º en Singapur, y terminaría en una pobre 8.ª posición en el mundial.

#### 2010: evolución tras la fractura del equipo

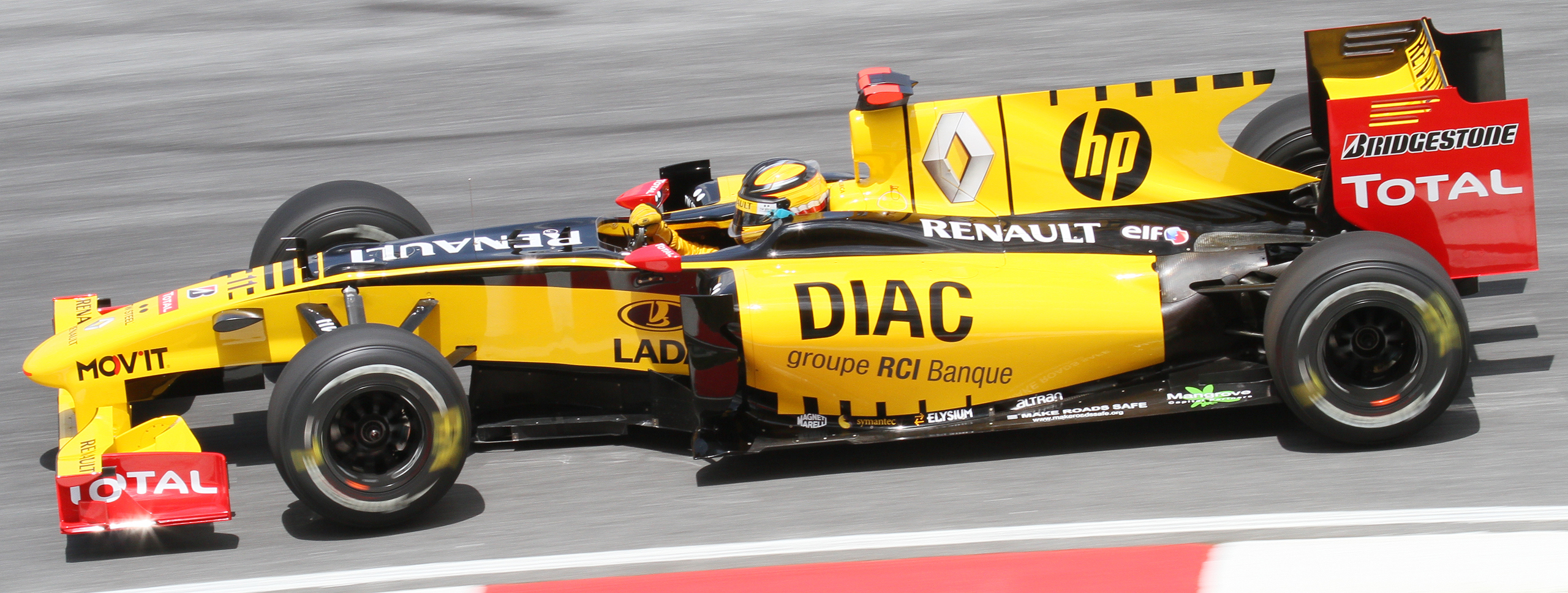
Robert Kubica durante el Gran Premio de Malasia de 2010.

Las cosas no acabaron nada bien en el 2009 y no parecía que el año 2010 fuera a empezar mucho mejor. El equipo francés había contratado al piloto polaco Robert Kubica, procedente de BMW Sauber, pero la participación en la temporada no estaba asegurada: El día 3 de diciembre de 2009, los directivos de Renault se reunieron en París para decidir el futuro del equipo, que pudo ser vendido a la empresa de David Richards, Prodrive.
Finalmente, el día 16 de diciembre de 2009, se anunció que la empresa luxemburguesa Genii Capital había comprado el 75% del capital del equipo, pero que la escudería competiría en 2010 con la identidad y características esenciales de siempre.
El 31 de enero de 2010, se produjo la presentación del R30 en el Circuito de Cheste, donde también se confirmó a Vitaly Petrov como compañero de Robert Kubica. Antes de la primera carrera del año, Vitaly Petrov consigue el apoyo de Lada para patrocinar y evolucionar el chasis.
En la primera carrera de la temporada, Robert Kubica sorprende y se cuela en la Q3 siendo 9.º, mientras que el debutante Vitaly Petrov solo es 17.º. En carrera, Kubica tiene problemas y trompea, aunque logra remontar hasta el 11.º puesto. Petrov, por su parte debió retirarse en las primeras vueltas por problemas en la suspensión cuando estaba completando una buena actuación. En la posterior prueba, en Melbourne, la escudería francesa da la sorpresa, ya que Kubica consigue una actuación extraordinaria acabando en una meritoria segunda posición, demostrando que el equipo podría volver a estar en la lucha por buenos resultados. Petrov no pudo acabar después de hacer un trompo y quedarse en la grava. En Malasia, Kubica vuelve a sorprender con un gran cuarto puesto, mientras Petrov sigue sin poder llegar a la línea de meta. Al tercer intento, Vitaly obtuvo sus primeros puntos gracias a su 7.º puesto en China. En las siguientes pruebas de campeonato, el piloto polaco se consolida como el n.º 1 de Renault, consiguiendo otros dos podios (Montecarlo y Spa) y puntuando siempre que terminaba las carreras. Por su parte, el piloto ruso solo puntuó en una carrera de las 10 primeras, pero en la segunda parte del mundial mejora algo su rendimiento, con 3 carreras consecutivas en los puntos y un 6.º puesto en la última prueba. Finalmente, Renault acaba el campeonato en quinta posición, con 136 puntos.

#### 2011: patrocinio de Lotus Cars y retirada

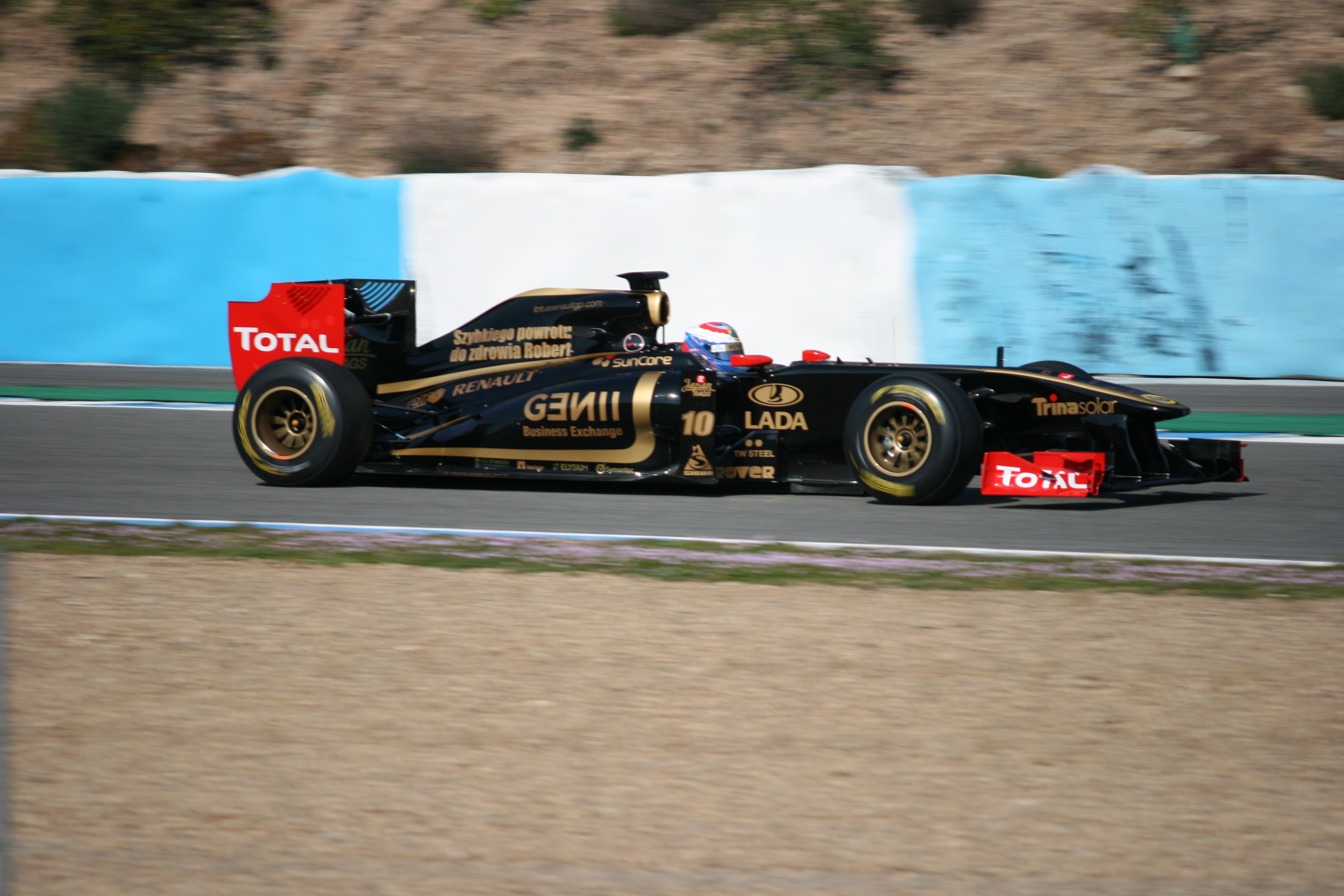
Vitaly Petrov al volante del R31 en unos tests.

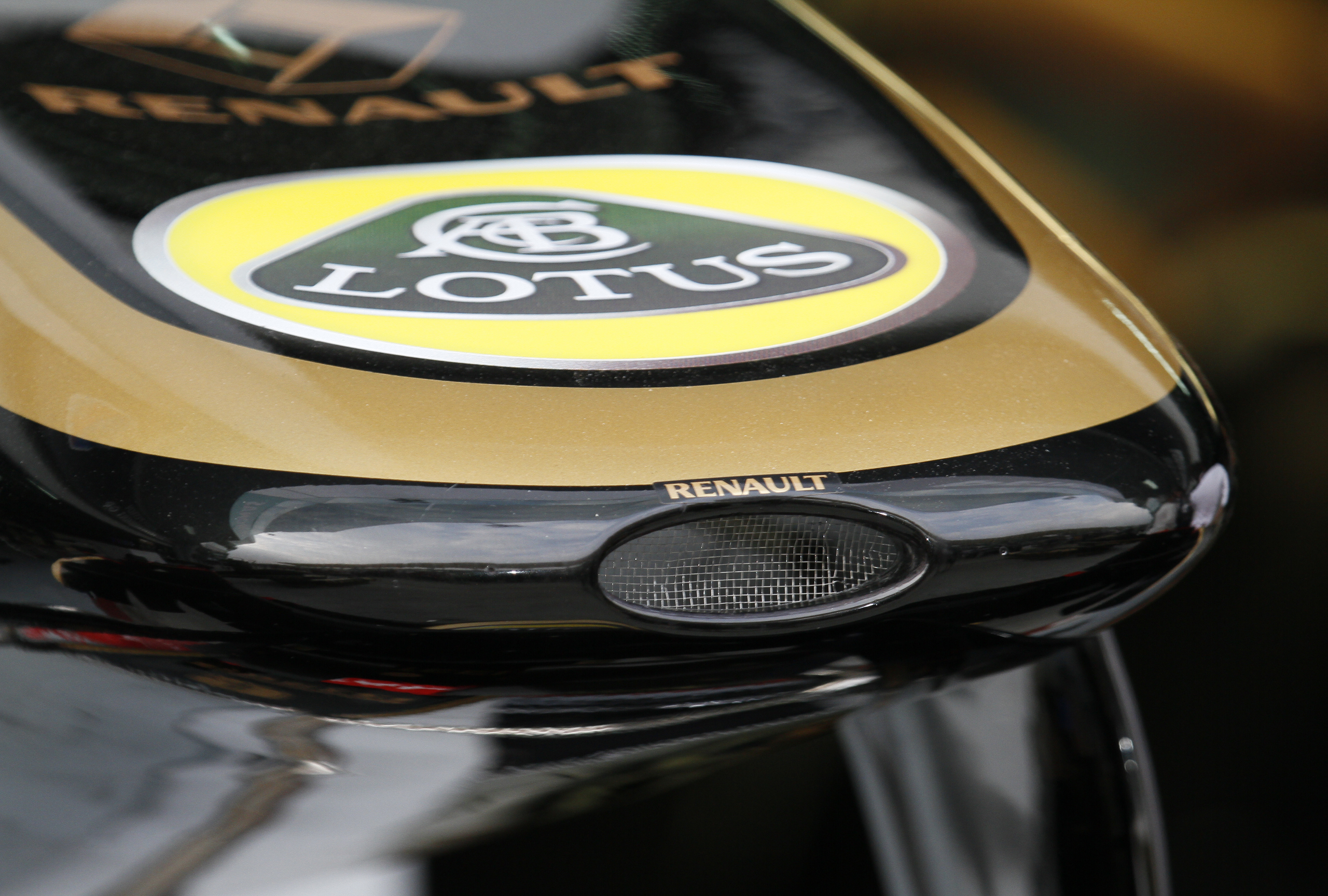
En su última temporada en F1 como constructor, Renault contó con el patrocinio de Lotus Cars y un cambio en la imagen del equipo.

Renault anunció a finales del 2010 la creación de Renault Sport F1, una división del fabricante francés que se dedicará a suministrar motores y tecnología a partir de 2011, tras la venta del 25% de la escudería que aún se encontraba en manos de Renault a la empresa Genii Capital. Llegando a un acuerdo con Proton (propietaria de Lotus Cars) para el patrocinio, el nuevo equipo propiedad de Genii es renombrado como Lotus Renault GP y competirá a partir de la temporada 2011 con los míticos colores negro y oro.
Para la temporada 2011, Renault contó con el patrocinio de Lotus Cars y, por ende, con una nueva denominación y colores. Lotus Renault GP tuvo con el piloto Vitaly Petrov como piloto titular junto con Robert Kubica previsto como su compañero. Sin embargo, el 6 de febrero tuvo un fuerte accidente durante la disputa del primer tramo del Rally Ronde di Andora a bordo de un Skoda Fabia S2000 que le tuvo de baja durante toda la temporada, y con los pilotos Bruno Senna, Romain Grosjean, Fairuz Fauzy, Ho-Pin Tung y Jan Charouz como pilotos reservas. El 16 de febrero se anunció que sería Nick Heidfeld el piloto sustituto de Kubica durante la temporada, quitándole las opciones a Bruno Senna y a Pedro de la Rosa de volver a correr como titular.
Su coche, el R31, fue presentado en el Circuito de Cheste (Valencia) el 31 de enero, antes de los entrenamientos de pretemporada.
En las primeras carreras, el rendimiento de Renault fue bastante bueno. Vitaly Petrov consiguió el primer podio en el Gran Premio de Australia, acabando en 3.º lugar; y Nick Heidfeld igualó el registro de su compañero en el Gran Premio de Malasia, también obteniendo un tercer puesto. Ambos pilotos dedicaron sus logros a su compañero Robert Kubica. Sin embargo, a partir de aquel momento las prestaciones del equipo disminuyeron poco a poco, hasta el punto de luchar por los puntos. Un claro dato que lo demuestra es que Renault sumó 60 puntos en las primeras siete carreras, pero solo 13 en las siguientes doce. Nick Heidfeld fue despedido y reemplazado por Bruno Senna a partir del GP de Bélgica. Los resultados no mejoraron y el equipo terminó en el 5.º puesto del mundial de constructores, solo 4 puntos por delante de Force India.

### 2012-2015: Lotus F1 Team
Gerard López y Genii Capital se hicieron con la escudería Renault y pasó a llamarse Lotus F1 Team la cual ficharía a Kimi Räikkönen, y conseguiría triunfos y podios, poniendo así punto final a la etapa de la marca francesa como equipo, ya que pasó a ser únicamente suministrador de motores.

### Segundo retorno: Renault recompra Lotus
Durante el transcurso de 2015, surgieron rumores sobre el posible regreso de Renault a la máxima categoría con equipo propio. En el mes de septiembre la marca francesa adquirió el 67% de los derechos del equipo Lotus, mientras que el 3 de diciembre se anunció la compra total del equipo y para disputar la temporada 2016 de Fórmula 1.
Para el retorno del equipo francés en temporada 2016, ahora denominado Renault Sport, se había anunciado en el mes de octubre del año anterior, la continuidad de Pastor Maldonado y Jolyon Palmer. Sin embargo, los problemas económicos de PDVSA, su principal patrocinador, hicieron que el equipo terminara contratando a Kevin Magnussen en lugar del venezolano.
El monoplaza del retorno de la marca del rombo fue denominado Renault RS16, y presentado el 3 de febrero en un evento en París, con los pilotos oficiales Jolyon Palmer y Kevin Magnussen y los pilotos de pruebas Esteban Ocon y Carmen Jordá.
Para la temporada 2017 Renault hizo varios cambios contratando a Nico Hülkenberg para reemplazar a Kevin Magnussen. Renault se alió con Castrol como patrocinador y proveedor de lubricantes y gasolinas de Renault. La temporada fue buena por parte de Hülkenberg pero la de Palmer fue nefasta hasta el punto de que en el Gran Premio de los Estados Unidos fue sustituido por el piloto español Carlos Sainz Jr.. Al final terminaron el campeonato en sexta posición.
Para la temporada de 2018 la escudería francesa mantuvo tanto a Hülkenberg como a Sainz. Ambos pilotos empezaron la temporada puntuando en Australia (7.º el alemán y 10.º el español). Desde 2019, Daniel Ricciardo, procedente de Red Bull, es piloto de Renault. En 2020 ingresó Esteban Ocon al equipo.
En julio de 2020 Renault F1 anuncia la firma del piloto español Fernando Alonso, de 39 años, para la temporada de 2021, en reemplazo del piloto australiano Daniel Ricciardo y acompañando a Ocon. Cyril Abiteboul, director general de Renault competición y jefe del equipo de F1: "Hay mucho trabajo por delante para él y para nosotros. Es una decisión que tiene el 2022 como objetivo; tenemos una ambición y unas expectativas claras. Fernando traerá mentalidad ganadora al equipo". Tiempo después se confirmó que el equipo cambiaría de denominación para 2021, dando nacimiento al Alpine F1 Team.

### Alpine
En septiembre de 2020, Renault eligió usar el nombre «Alpine» para promocionar la empresa hermana de la marca francesa llamada Automobiles Alpine mediante la compra de los derechos de nombre de Renault convirtiéndose en «Alpine F1 Team», poniendo fin después de cinco años a «Renault F1 Team».

## Como proveedor de motores
Su primera temporada como proveedor de motores para otros equipos fue en 1983, en exclusivo para Team Lotus. Hasta 1986 también motorizó a Ligier y Tyrrell.

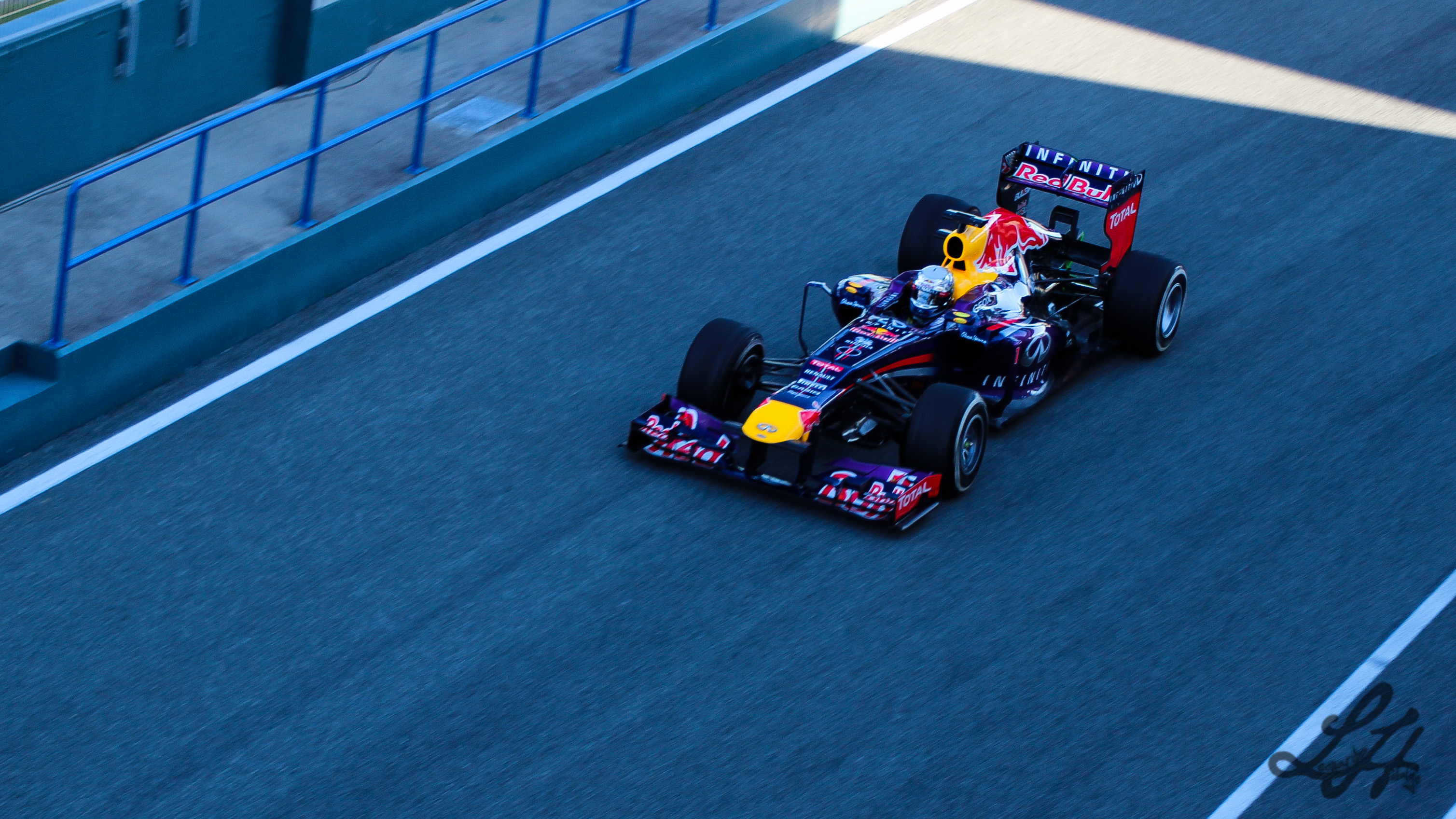
Red Bull RB9, el último monoplaza en ser campeón con motores Renault.

En 1989, con la prohibición de los motores turbo, Renault regresó a Fórmula 1 nuevamente con sus motores impulsando los automóviles Williams y en 1992, Williams-Renault ganó el campeonato de constructores. Este fue el inicio de la dominación de los motores Renault, con cinco campeonatos de pilotos (Mansell en 1992, Prost en 1993, Schumacher en 1995, Hill en 1996 y Villeneuve en 1997) y seis de constructores entre 1992 y 1997.
Al finalizar la temporada 1997, Renault se retira nuevamente. Sin embargo, los motores siguieron siendo utilizados por Benetton Formula (bajo el nombre de Playlife), Williams (bajo el nombre de Mecachrome) y por BAR y Arrows (bajo el nombre de Supertec).
Desde la temporada 2007, Renault suministra motores a la escudería Red Bull Racing (a partir de 2016 como TAG Heuer). Dicha asociación le dio los cuatro títulos de constructores que poseen los austríacos. Desde su vuelta hasta 2017, también construyó motores para Team Lotus, Lotus F1 Team, Williams, Caterham y Toro Rosso.
En 2020, Renault provee a su propio equipo y a McLaren. A partir de 2021, la escudería de Woking dejará Renault para ser impulsado nuevamente por Mercedes.
Desde 2021 hasta la temporada 2025, Renault provee motores exclusivamente a Alpine. El nombre que reciben los motores son E-Tech RE junto al año de competición (temporada 2023, E-Tech RE23).

## Monoplazas
La siguiente galería muestra los diferentes modelos utilizados por Renault en Fórmula 1.
|                        |
| Renault RS01 (1977-79) |

|                     |
| Renault RS10 (1979) |

|                        |
| Renault RE20 (1980-81) |

|                        |
| Renault RE30 (1981-83) |

|                     |
| Renault RE40 (1983) |

|                     |
| Renault RE50 (1984) |

|                     |
| Renault RE60 (1985) |

|                     |
| Renault R202 (2002) |

|                    |
| Renault R23 (2003) |

|                    |
| Renault R24 (2004) |

|                    |
| Renault R25 (2005) |

|                    |
| Renault R26 (2006) |

|                    |
| Renault R27 (2007) |

|                    |
| Renault R28 (2008) |

|                    |
| Renault R29 (2009) |

|                    |
| Renault R30 (2010) |

|                    |
| Renault R31 (2011) |

|                     |
| Renault RS16 (2016) |

|                       |
| Renault R.S.17 (2017) |

|                       |
| Renault R.S.18 (2018) |

|                       |
| Renault R.S.19 (2019) |

|                       |
| Renault R.S.20 (2020) |

## Resultados

### Pilotos
| Pilotos               | Carreras | Victorias | Poles | VR | Podios | Puntos | Títulos |
| --------------------- | -------- | --------- | ----- | -- | ------ | ------ | ------- |
| Fernando Alonso       | 105      | 17        | 16    | 10 | 41     | 468    | 2       |
| Nico Hülkenberg       | 62       | 0         | 0     | 0  | 0      | 149    | 0       |
| René Arnoux           | 58       | 4         | 14    | 8  | 11     | 85     | 0       |
| Giancarlo Fisichella  | 53       | 2         | 2     | 1  | 8      | 151    | 0       |
| Jarno Trulli          | 48       | 1         | 2     | 0  | 3      | 88     | 0       |
| Alain Prost           | 46       | 9         | 10    | 8  | 17     | 134    | 0       |
| Jean-Pierre Jabouille | 45       | 2         | 6     | 0  | 2      | 21     | 0       |
| Daniel Ricciardo      | 38       | 0         | 0     | 2  | 2      | 188    | 0       |
| Vitaly Petrov         | 38       | 0         | 0     | 1  | 1      | 64     | 0       |
| Jolyon Palmer         | 35       | 0         | 0     | 0  | 0      | 9      | 0       |
| Derek Warwick         | 31       | 0         | 0     | 1  | 4      | 28     | 0       |
| Patrick Tambay        | 30       | 0         | 1     | 1  | 3      | 22     | 0       |
| Nelson Piquet, Jr.    | 28       | 0         | 0     | 0  | 1      | 19     | 0       |
| Carlos Sainz Jr.      | 25       | 0         | 0     | 0  | 0      | 59     | 0       |
| Kevin Magnussen       | 21       | 0         | 0     | 0  | 0      | 7      | 0       |
| Robert Kubica         | 19       | 0         | 0     | 1  | 3      | 136    | 0       |
| Jenson Button         | 17       | 0         | 0     | 0  | 0      | 14     | 0       |
| Heikki Kovalainen     | 17       | 0         | 0     | 0  | 1      | 30     | 0       |
| Esteban Ocon          | 17       | 0         | 0     | 0  | 1      | 62     | 0       |
| Eddie Cheever         | 15       | 0         | 0     | 0  | 4      | 22     | 0       |
| Nick Heidfeld         | 11       | 0         | 0     | 0  | 1      | 34     | 0       |
| Bruno Senna           | 8        | 0         | 0     | 0  | 0      | 2      | 0       |
| Romain Grosjean       | 7        | 0         | 0     | 0  | 0      | 0      | 0       |
| Jacques Villeneuve    | 3        | 0         | 0     | 0  | 0      | 0      | 0       |
| Philippe Streiff      | 1        | 0         | 0     | 0  | 0      | 0      | 0       |
| François Hesnault     | 1        | 0         | 0     | 0  | 0      | 0      | 0       |
| Fuente:               |          |           |       |    |        |        |         |

- En negrita pilotos actuales en el equipo.